# Katherine Hamnett
Katharine Eleanor Appleton Hamnett (Gravesend, Kent, 16 de agosto de 1947) es una diseñadora de moda británica. 

## Biografía
Estudió en la Saint Martin's School of Art de Londres, donde se graduó en 1970. Trabajó para empresas de su país y de Francia, Italia y Hong Kong, hasta que en 1979 creó su propia empresa. Desarrolló un estilo popular e innovador, inspirado en buena medida en la ropa de trabajo, que adaptó a la alta costura. Militante pacifista, en muchas de sus creaciones incluyó eslóganes de signo político. En 1984 llevó una camiseta con el eslogan 58% don't want Pershing (en contra de los misiles Pershing) en una visita con la primera ministra Margaret Thatcher.
Hamnett introdujo en 1979 el uso de pantalones vaqueros rotos, una tendencia que aún perdura. También destacó por el uso de tachones, pespuntes y cremalleras vistas.
En 2011 fue nombrada comendadora de la Orden del Imperio Británico.